# Torsten Carleman
Torsten Carleman, né le 8 juillet 1892 à Wisseltofta en Suède, mort le 11 janvier 1949 à Danderyd, est un mathématicien suédois.

## Biographie
Tage Gillis Torsten Carleman naît en 1892 en Suède, dans le gouvernement de Kristianstad. Il est le fils d'un instituteur, commence ses études à domicile et les continue au lycée de Växjö.
Il effectue ses études à l'université d'Uppsala. Il y rencontre d'éminents mathématiciens, étudiants et professeurs. Les jeunes mathématiciens fréquentent la « Société mathématiques » à laquelle il participe.
Il s'intéresse alors particulièrement à la théorie des fonctions, et aux équations différentielles et intégrales. Il publie en 1916 sa thèse Über das Neumann-Poincarésche Problem fiir ein Gebiet mit Ecken et la soutient en 1917.
Torsten Carleman enseigne d'abord en 1923-1924 à l'université de Lund, puis il est nommé en 1924 professeur à l'université de Stockholm,.
À la mort du mathématicien Gösta Mittag-Leffler en 1927, Carleman est désigné pour lui succéder à la direction de l'institut Mittag-Leffler.
Ses recherches et travaux portent sur l'approximation de fonction, sur les séries trigonométriques, sur les équations intégrales et sur la théorie spectrale. On lui doit notamment l'inégalité de Carleman.

## Principales publications
- T. Carleman, Les fonctions quasi analytiques, Paris, Gauthier-Villars, 1926.
- T. Carleman, L'Intégrale de Fourier et Questions qui s'y rattachent, Uppsala, Publications scientifiques de l'Institut Mittag-Leffler, 1944.
- T. Carleman, Problèmes mathématiques dans la théorie cinétique des gaz, Uppsala, Publ. Sci. Inst. Mittag-Leffler, 1957.
- Ake Pleijel et Lars Lithner, Édition complète des articles de Torsten Carleman, Litos reprotryk et l'Institut mathématique Mittag-Leffler, 1960.